# El Saucillo, Sombrerete
El Saucillo är en ort i Mexiko.   Den ligger i kommunen Sombrerete och delstaten Zacatecas, i den centrala delen av landet, 700 km nordväst om huvudstaden Mexico City. El Saucillo ligger 2 137 meter över havet och antalet invånare är 203.
Terrängen runt El Saucillo är kuperad norrut, men söderut är den platt. Runt El Saucillo är det glesbefolkat, med 16 invånare per kvadratkilometer. Närmaste större samhälle är Suchil, 13,3 km väster om El Saucillo. Omgivningarna runt El Saucillo är i huvudsak ett öppet busklandskap.